# Grzegorz Krzosek
Grzegorz Krzosek (ur. 10 stycznia 1976) – polski lekkoatleta, specjalista od biegu na 800 metrów, 8-krotny mistrz Polski, brązowy medalista młodzieżowych mistrzostw Europy. Zawodnik m.in. Radomiaka.

## Osiągnięcia
Do największych sukcesów Krzoska zaliczyć należy
- 4-krotne mistrzostwo Polski seniorów – 1997 2000 2002 2006
- 4-krotne halowe mistrzostwo Polski seniorów – 2000 2003 2004 2006
- 3. miejsce podczas młodzieżowych mistrzostw Europy w lekkoatletyce (1997 Turku)
- 2. miejsce podczas Pucharu Europy w Lekkoatletyce (2005 Florencja)

Wielokrotnie reprezentował Polskę na międzynarodowych imprezach, m.in.:
- Halowe Mistrzostwa Europy w Lekkoatletyce 2000 – odpadł w eliminacjach
- Mistrzostwa Świata w Lekkoatletyce 2001 – odpadł w eliminacjach
- Mistrzostwa Europy w Lekkoatletyce 2002 – odpadł w półfinale
- Halowe Mistrzostwa Europy w Lekkoatletyce 2005 – odpadł w eliminacjach
- Mistrzostwa Europy w Lekkoatletyce 2006 – odpadł w półfinale

## Rekordy życiowe
Na stadionie
- bieg na 600 m – 1:16,08 (Bogatynia, 30 kwietnia 2005)
- bieg na 800 m – 1:45,97 (Bydgoszcz, 15 czerwca 2001) – 15. wynik w historii polskiej lekkoatletyki
- bieg na 1000 m – 2:22,31 (Siedlce, 23 września 2001)

W hali
- bieg na 800 m – 1:47,74 (Chemnitz, 3 marca 2006) – 8. wynik w historii polskiej lekkoatletyki